# Sminthurinae
Sous-famille
Les Sminthurinae sont une sous-famille de collemboles de la famille des Sminthuridae.

## Liste des genres
Selon Checklist of the Collembola of the World (version du 19 août 2019) :
- Allacma Börner, 1906
- Austrosminthurus Delamare Deboutteville & Massoud, 1963
- Caprainea Dallai, 1970
- Galeriella Curcic & Lucic, 2007
- Janusius Bretfeld, 2010
- Novokatianna Salmon, 1944
- Pararrhopalites Bonet & Tellez, 1947
- Richardsitas Betsch, 1975
- Sminthurus Latreille, 1802
- Spatulosminthurus Betsch & Betsch-Pinot, 1984
- Temeritas Richards, 1963
- † Archeallacma Sánchez-García & Engel, 2016
- † Brevimucronus Christiansen & Pike, 2002
- † Grinnellia Christiansen & Nascimbene, 2006
- † Katiannasminthurus Sánchez-García & Engel, 2016
- † Mucrovirga Christiansen & Nascimbene, 2006
- † Sminthurconus Christiansen & Nascimbene, 2006
- † Sminthuricinus Christiansen & Nascimbene, 2006

## Publication originale
- Lubbock, 1862 : Notes on the Thysanura. Part II. Transactions of the Linnean Society of London, vol. 23, no 3, p. 589-601.